# Yoshii Naoto
Naoto Yoshii (sinh ngày 30 tháng 11 năm 1987) là một cầu thủ bóng đá người Nhật Bản.

## Sự nghiệp câu lạc bộ
Naoto Yoshii đã từng chơi cho Kataller Toyama và FC Machida Zelvia.